# Cliff Alexander
Cliff Alexander, né le 16 novembre 1995 à Chicago, Illinois, est un joueur américain de basket-ball. Il évolue au poste d'ailier fort.

## Carrière universitaire
En août 2018, Alexander signe un contrat d'une durée de deux ans avec le Brose Baskets qui évolue en Allemagne.

## Clubs successifs
- 2014-2015 :  Jayhawks du Kansas (NCAA).
- 2018 :  ASVEL Lyon-Villeurbanne
- 2018-2019 :  Brose Baskets
- 2022-2023 :  Club Sagesse
- 2023-2024 :  Beirut Sports Club

## Statistiques

### Universitaires
Les statistiques en matchs universitaires de Cliff Alexander sont les suivants :
| Année     | Équipe | Matches | Titul. | Min./m. | %tir | %3pts | %l-f | rbds/m. | pass/m. | int/m. | ctr/m. | pts/m. |
| --------- | ------ | ------- | ------ | ------- | ---- | ----- | ---- | ------- | ------- | ------ | ------ | ------ |
| 2014-2015 | Kansas | 28      | 6      | 17,6    | 56,6 | 0,0   | 67,1 | 5,29    | 0,43    | 0,18   | 1,32   | 7,11   |
| Total     |        | 28      | 6      | 17,6    | 56,6 | 0,0   | 67,1 | 5,29    | 0,43    | 0,18   | 1,32   | 7,11   |

## Palmarès
- Naismith Prep Player of the Year (2014)
- Jordan Brand Classic Co-MVP (2014)
- McDonald's All-American (2014)
- Nike Hoop Summit (2014)
- Chicago Public League Champion (annulé) (2014)